# Orbital Sciences Corporation
Az Orbital Sciences Corporaton (rövidem OSC, bár többnyire Orbital néven emlegetik) egy amerikai vállalat, amely műholdak és hordozórakéták fejlesztésére specializálódott. A cég tulajdonában volt az ORBIMAGE (jelenleg GeoEye).

## Fordítás
Ez a szócikk részben vagy egészben  az   Orbital Sciences Corporation című angol Wikipédia-szócikk fordításán alapul.  Az eredeti cikk szerkesztőit annak laptörténete sorolja fel. Ez a jelzés csupán a megfogalmazás eredetét és a szerzői jogokat jelzi, nem szolgál a cikkben szereplő információk forrásmegjelöléseként.